# Shraddha Kapoor
Shraddha Kapoor (sinh: 3 tháng 3 năm 1987), nữ diễn viên Ấn Độ, thành công với các bộ phim Tên Patti (2010), Aashiqui 2 (2013), ABCD 2 (2015), Batti Gul Meter Chalu (2018), Baaghi 3 (2020),...

## Phim
- 2010: Teen Patti
- 2011: Luv Ka The End
- 2013: Aashiqui 2
- 2013: Gori Tere Pyaar Mein – Nur Dir Zuliebe (Gori Tere Pyaar Mein)
- 2014: Ek Villain
- 2014: Haider
- 2014: Ungli – Gastauftritt im Song (Dance Basanti)
- 2015: ABCD 2
- 2016: Baaghi
- 2016: A Flying Jatt
- 2016: Rock On 2
- 2017: OK Jaanu
- 2017: Half Girlfriend
- 2017: Haseena Parkar
- 2018: Nawabzaade
- 2018: Stree
- 2018: Batti Gul Meter Chalu
- 2019: Saaho
- 2019: Chhichhore